# The Man with Rain in His Shoes
The Man with Rain in His Shoes (estrenada a Espanya com Lluvia en los zapatos) és una pel·lícula de comèdia romàntica coproducció hispano-francesa del 1999 dirigida per Maria Ripoll, la seva òpera prima rodada a Anglaterra en anglès amb un repartiment internacional encapçalat per Lena Headey, Douglas Henshall, Penélope Cruz, Mark Strong, Elizabeth McGovern, Paul Popplewell.

## Argument
Victor Bukowski és un actor de trenta anys que viu els seus pitjors moments laborals i afectius. Es baralla amb els directors amb els que treballa, el seu representant és un desastre i no li troba treball i ha trencat la seva relació amb Sylvia, qui té una relació amb Dave Summers. Confús i penedit per l'ocorregut intenta aconseguir recuperar l'amor de Sylvie. Però en el seu camí es creuarà Louise, una atractiva cambrera espanyola que canviarà la seva vida.

## Banda sonora
La banda sonora inclou cançons d'Alpha Blondy, Papa Wemba, Nigel and Lewis, Salif Keita, i Susana Martins. El guionista Rafa Russo també toca la seva composició "Friends Are Friends".

## Repartiment
- Lena Headey - Sylvia Weld
- Douglas Henshall - Victor Bukowski
- Penélope Cruz - Louise
- Gustavo Salmerón - Rafael
- Mark Strong - Dave Summers
- Eusebio Lázaro - Don Miguel
- Charlotte Coleman - Alison Hayes
- Neil Stuke - Freddy
- Elizabeth McGovern - Diane
- Heather Weeks - Carol
- Inday Ba - Janice
- Paul Popplewell - Simon
- Toby Davies - James

## Premis i nominacions
- 1998: Festival Internacional de Cinema Fantàstic de Sitges: Premi Gran Angular per Maria Ripoll.[5][6]
- 1998: Festival Internacional de Cinema de Mont-real: Premi al millor guió.[7]
- XIV Premis Goya: Goya al millor director novell (nominada).[8]
- 1999: Festival de Cinema de Bogotà: Cercle de Bronze Precolombí.[9]